# Корел (Марна)
Корел (фр. Caurel) насеље је и општина у североисточној Француској у региону Шампањ-Арден, у департману Марна која припада префектури Ремс.
По подацима из 2011. године у општини је живело 642 становника, а густина насељености је износила 65,58 становника/km². Општина се простире на површини од 9,79 km². Налази се на средњој надморској висини од 117 метара.

## Демографија
| 1962. | 1968. | 1975. | 1982. | 1990. | 1999. | 2011. |
| ----- | ----- | ----- | ----- | ----- | ----- | ----- |
| 321   | 328   | 390   | 499   | 576   | 604   | 642   |

График промене броја становника у току последњих година